# タンゴアルヘンティーノ
『タンゴアルヘンティーノ』（Tango Argentino）とは、Hector OrezzoliおよびClaudio Segoviaによって企画・監督され、1983年にフランスパリでの公演が行われ（大成功となり）、近年のアルゼンチンタンゴ復興のきっかけとなったショー。
その後、ニューヨークのブロードウェーをはじめ世界各地で公演を成功させる。
| サブスタブ | この項目は、まだ閲覧者の調べものの参照としては役立たない、書きかけの項目です。この項目を加筆・訂正などしてくださる協力者を求めています。このテンプレートは分野別のサブスタブテンプレートやスタブテンプレート（Wikipedia:分野別のスタブテンプレート参照）に変更することが望まれています。 |